# Джемисон, Трей
Ричард Ли «Трей» Джемисон III (англ. Richard Lee «Trey» Jemison III; Пустой шаблон {{ВД-Преамбула}} ) — американский баскетболист клуба НБА «Лос-Анджелес Лейкерс».

## Карьера в школе
Джемисон вырос в Бирмингеме, штат Алабама. Он провёл свой первый год в старшей школе Рэмси. Он перевелся в среднюю школу Хоумвуд на второй год обучения, где был членом команды, которая выиграла чемпионат штата Алабама 6A 2016 года. Джемисон перевелся в среднюю школу Гувера на последний год обучения, куда его мать была нанята. Он набирал в среднем 19 очков, 15 подборов и 5 блок-шотов за игру, будучи выпускником.
Джемисон был оценён как перспективный игрок с тремя звёздами. Он решил играть в студенческий баскетбол за команду «Клемсон Тайгерс», отклонив предложения от «Гарварда» и «Алабамы».

## Карьера в колледже
Джемисон сыграл 20 игр за «Тайгерс» в качестве новичка. Он сыграл в 30 играх за «Тайгерс» во время своего второго сезона, но в среднем проводил на площадке только 8,4 минуты за игру. Джемисон решил зайти на трансферный портал 6 мая 2020 года и обязался присоединиться к УАБ. NCAA немедленно предоставила Джемисону право на участие в сезоне 2020/2021.
Будучи студентом третьего курса «Блэйзерс», Джемисон помог команде занять шестое место по результативности в защите в NCAA. В 2021 году он был включен в оборонительную сборную конференции США.
Джемисон лидировал в «Блэйзерс» по общему количеству подборов (252) и блок-шотов (52) в сезоне 2021/2022. Он пообещал вернуться в «Блэйзерс» на свой пятый год в сезоне 2022/2023.
Джемисон в среднем набирал 9,1 очков и делал 8,4 подбора за игру в выпускном классе. Его 329 подборов стали рекордными за один сезон для «Блэйзерс». Джемисон был включён в третью сборную конференции США и оборонительную сборную конференции в 2023 году.

## Профессиональная карьера

### «Бирмингем Сквадрон» (2023—2024)
После того, как его не выбрали на драфте НБА 2023 года, Джемисон присоединился к «Финикс Санз» для участия в Летней лиге НБА 2023 года. 30 сентября 2023 года он подписал контракт с «Нью-Орлеан Пеликанс», но был отчислен 22 октября. Восемь дней спустя он присоединился к «Бирмингем Сквадрон», фарм-клубу «Пеликанс» в Джи-Лиге НБА.

### «Вашингтон Уизардс» (2024)
20 января 2024 года Джемисон подписал 10-дневный контракт с «Вашингтон Уизардс». Он принял участие в двух играх за «Уизардс» и записал на свой счет один подбор и одну потерю мяча за две минуты игрового времени.

### «Мемфис Гриззлис» (2024)
После истечения срока его контракта 30 января Джемисон подписал 10-дневный контракт с «Мемфис Гриззлис». Он заработал свои первые очки в НБА, набрав 5 очков в игре против «Кливленд Кавальерс» 2 февраля. Джемисон был переведён в стартовый состав «Гриззлис» 4 февраля, набрав 6 очков, 4 подбора и 2 блок-шота в матче против «Бостон Селтикс». 6 февраля он набрал рекордные в карьере 12 очков и 7 подборов в игре против «Нью-Йорк Никс», а три дня спустя он подписал двусторонний контракт с «Гриззлис». 12 марта он превошёл свой рекорд, набрав 24 очка в матче против «Вашингтон Уизардс». 24 июля «Гриззлис» отчислили его.

### «Нью-Орлеан Пеликанс»/«Бирмингем Сквадрон» (2024—2025)
26 июля 2024 года Джемисон подписал двусторонний контракт с командой «Нью-Орлеан Пеликанс». 9 января 2025 года «Пеликанс» отказались от Джемисона.

### «Лос-Анджелес Лейкерс»/«Саут-Бей Лейкерс» (2025—н.в.)
15 января 2025 года Джемисон подписал двусторонний контракт с «Лос-Анджелес Лейкерс».

## Личная жизнь
Джемисон — набожный христианин и регулярно проводит занятия по изучению Библии в своем аккаунте в Instagram.

## Статистика

### Статистика в НБА
| Сезон                                                                                    | Команда    | Регулярный сезон | Регулярный сезон | Регулярный сезон | Регулярный сезон | Регулярный сезон | Регулярный сезон | Регулярный сезон | Регулярный сезон | Регулярный сезон | Регулярный сезон | Регулярный сезон | Серия плей-офф | Серия плей-офф | Серия плей-офф | Серия плей-офф | Серия плей-офф | Серия плей-офф | Серия плей-офф | Серия плей-офф | Серия плей-офф | Серия плей-офф | Серия плей-офф |
| Сезон                                                                                    | Команда    | GP               | GS               | MPG              | FG%              | 3P%              | FT%              | RPG              | APG              | SPG              | BPG              | PPG              | GP             | GS             | MPG            | FG%            | 3P%            | FT%            | RPG            | APG            | SPG            | BPG            | PPG            |
| ---------------------------------------------------------------------------------------- | ---------- | ---------------- | ---------------- | ---------------- | ---------------- | ---------------- | ---------------- | ---------------- | ---------------- | ---------------- | ---------------- | ---------------- | -------------- | -------------- | -------------- | -------------- | -------------- | -------------- | -------------- | -------------- | -------------- | -------------- | -------------- |
| 2023/24                                                                                  | Вашингтон  | 2                | 0                | 0,7              | -                | -                | -                | 0,5              | 0,0              | 0,0              | 0,0              | 0,0              | Не участвовал  | Не участвовал  | Не участвовал  | Не участвовал  | Не участвовал  | Не участвовал  | Не участвовал  | Не участвовал  | Не участвовал  | Не участвовал  | Не участвовал  |
| 2023/24                                                                                  | Мемфис     | 23               | 14               | 24,9             | 55,1             | -                | 84,0             | 5,8              | 1,2              | 0,5              | 1,2              | 7,4              | Не участвовал  | Не участвовал  | Не участвовал  | Не участвовал  | Не участвовал  | Не участвовал  | Не участвовал  | Не участвовал  | Не участвовал  | Не участвовал  | Не участвовал  |
| 2024/25                                                                                  | Нью-Орлеан | 16               | 0                | 10,4             | 46,9             | -                | 38,1             | 2,8              | 0,6              | 0,4              | 0,4              | 2,4              | Не участвовал  | Не участвовал  | Не участвовал  | Не участвовал  | Не участвовал  | Не участвовал  | Не участвовал  | Не участвовал  | Не участвовал  | Не участвовал  | Не участвовал  |
| 2024/25                                                                                  | Лейкерс    | 22               | 0                | 10,3             | 61,9             | -                | 41,7             | 2,8              | 0,3              | 0,1              | 0,4              | 2,6              | Не участвовал  | Не участвовал  | Не участвовал  | Не участвовал  | Не участвовал  | Не участвовал  | Не участвовал  | Не участвовал  | Не участвовал  | Не участвовал  | Не участвовал  |
|                                                                                          | Всего      | 63               | 14               | 15,3             | 55,2             | -                | 58,6             | 3,8              | 0,7              | 0,3              | 0,7              | 4,2              | Не участвовал  | Не участвовал  | Не участвовал  | Не участвовал  | Не участвовал  | Не участвовал  | Не участвовал  | Не участвовал  | Не участвовал  | Не участвовал  | Не участвовал  |
| Наведите курсор мыши на аббревиатуры в заголовке таблицы, чтобы прочесть их расшифровку. |            |                  |                  |                  |                  |                  |                  |                  |                  |                  |                  |                  |                |                |                |                |                |                |                |                |                |                |                |

### Статистика в NCAA
| Сезон | Команда | Conf  | Class | GP  | GS  | MPG  | FG%  | 3P% | FT%  | RPG | APG | SPG | BPG | PPG |
| --- | ------- | ----- | ----- | --- | --- | ---- | ---- | --- | ---- | --- | --- | --- | --- | --- |
| 2018/19 | Клемсон | ACC   | FR    | 20  | 0   | 3,6  | 33,3 | -   | 60,0 | 0,8 | 0,1 | 0,1 | 0,3 | 0,4 |
| 2019/20 | Клемсон | ACC   | SO    | 30  | 1   | 8,4  | 49,0 | 0,0 | 36,4 | 2,0 | 0,1 | 0,2 | 0,2 | 1,7 |
| 2020/21 | УАБ     | США   | JR    | 29  | 29  | 26,0 | 51,3 | -   | 69,4 | 6,9 | 1,0 | 0,6 | 2,1 | 7,1 |
| 2021/22 | УАБ     | США   | JR    | 34  | 33  | 24,5 | 62,7 | -   | 63,1 | 7,4 | 0,9 | 0,4 | 1,5 | 7,0 |
| 2022/23 | УАБ     | США   | SR    | 39  | 39  | 25,2 | 58,6 | 0,0 | 64,4 | 8,4 | 0,5 | 0,6 | 1,7 | 9,1 |
| Всего | Всего   | Всего | Всего | 152 | 102 | 19,0 | 56,7 | 0,0 | 64,0 | 5,6 | 0,6 | 0,4 | 1,3 | 5,7 |
| Наведите курсор мыши на аббревиатуры в заголовке таблицы, чтобы прочесть их расшифровку Статистика приведена с сайта sports-reference.com |         |       |       |     |     |      |      |     |      |     |     |     |     |     |